# Marek Cieliński

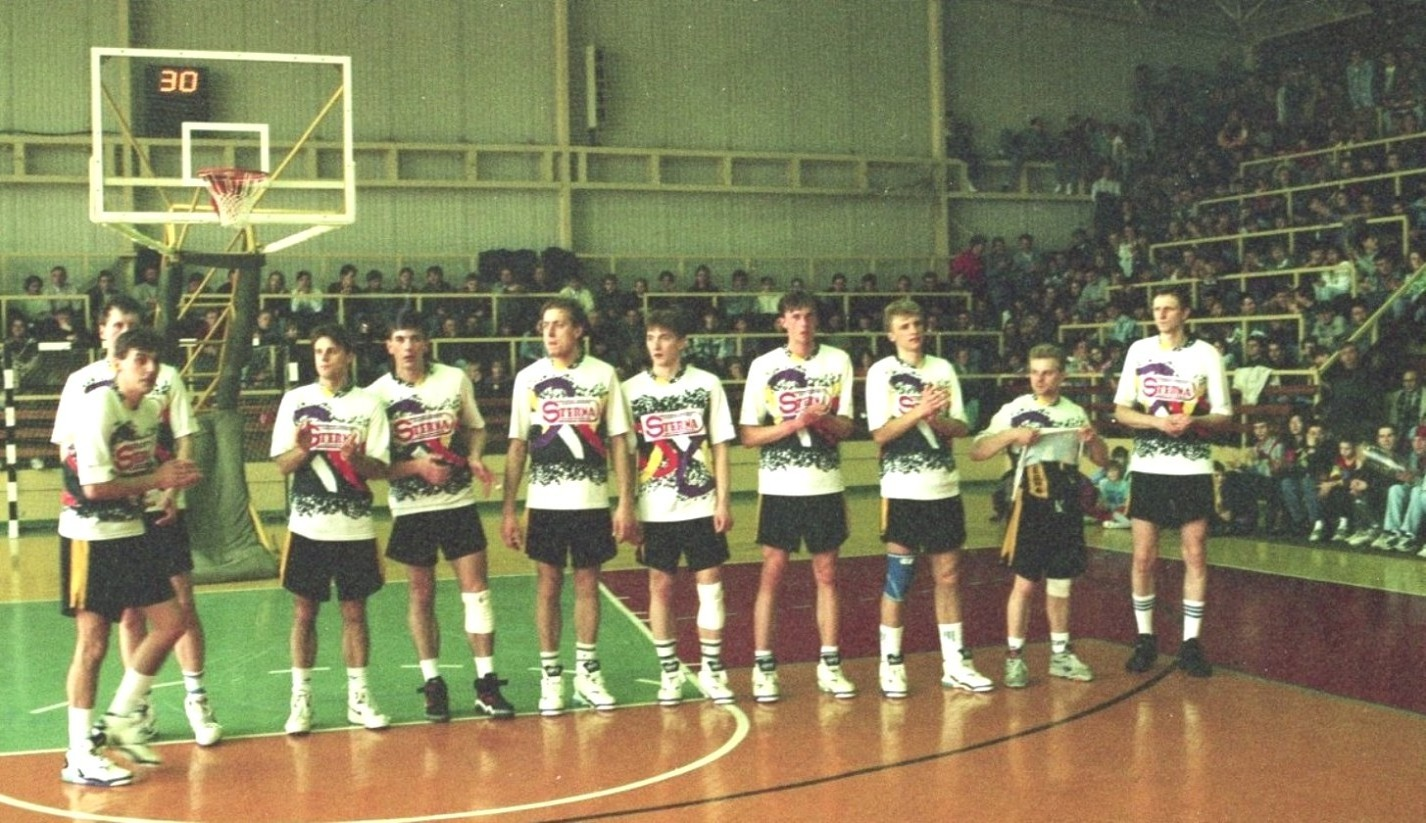
Marek Cieliński (P6) – Spójnia Sterna Stargard (27.03.1994)

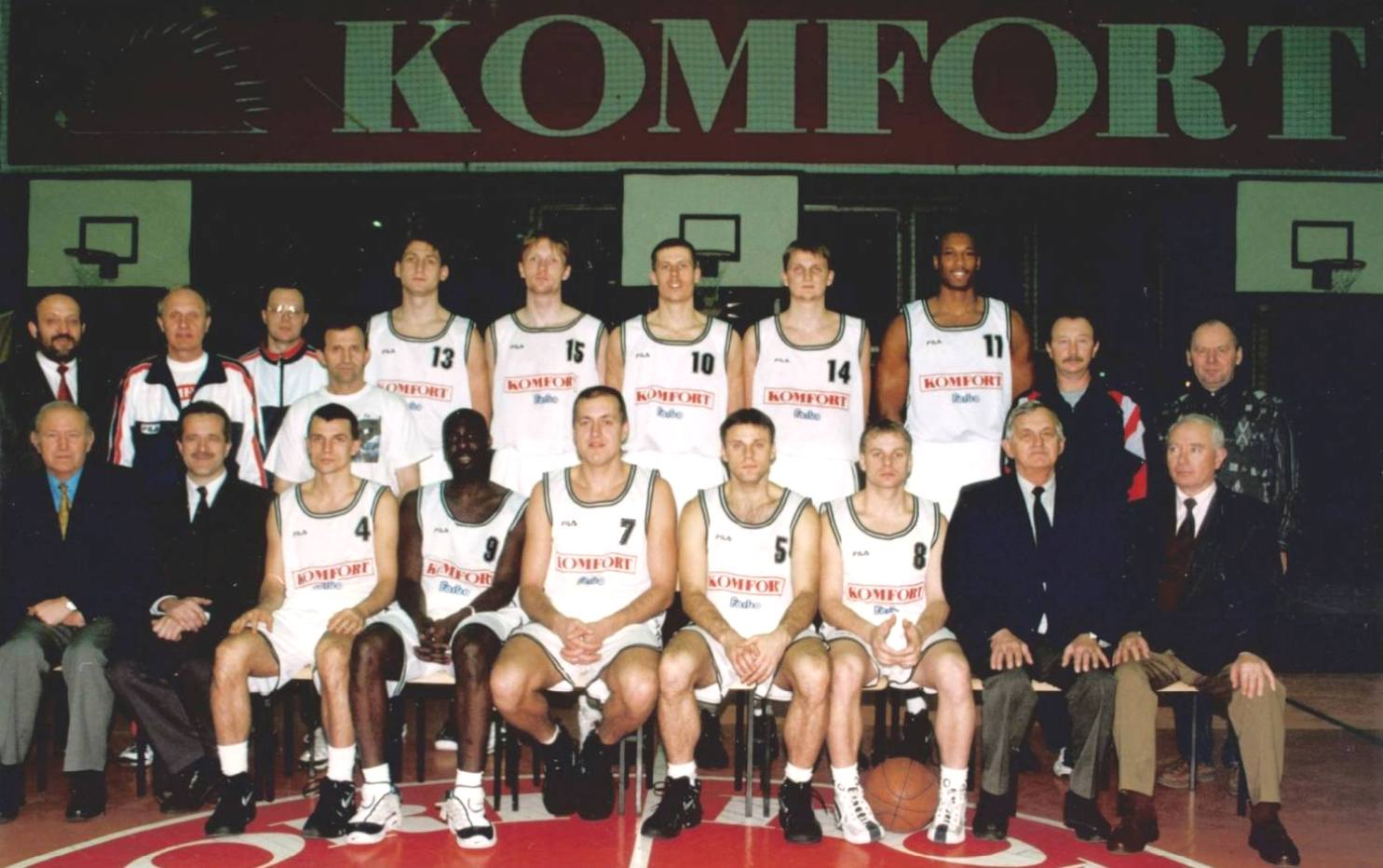
Marek Cieliński (nr 7) – Klub Komfort Forbo Stargard (1997/1998)

 Marek Cieliński  (ur. 25 kwietnia 1969) – polski koszykarz na pozycji skrzydłowego w zespole na poziomie I ligi i PLK Spójni Stargard (1987–1999); w zespole I ligi SKS Starogard Gdański (1999–2000); w zespole I ligi  Polonia Przemyśl (2000–2001); na koniec kariery był w zespole I ligowym AZS Lublin (2001–2002).

## Życiorys
Marek Cieliński urodził się 25 kwietnia 1969. W roku 1987 w wieku 19 lat zadebiutował w pierwszoligowym zespole Spójnia Stargard, gdzie w sezonie 1987/1988 zagrał w 12 spotkaniach. W latach 1988–1993 rozegrał w stargardzkim zespole 136 meczów. W 1994 grał dalej w Spójni, gdzie w rundzie zasadniczej sezonu 1993/94 w rozgrywkach I ligi zajął wraz z drużyną pierwsze miejsce i awansował do PLK (ekstraklasa). W sezonie 1993/94 rozegrał 28 spotkań ze średnią 12,4 pkt. W sezonie 1994/1995 zagrał w PLK w 19 meczach ze średnią 7,4. W latach 1995–1999 grał dalej w ekstraklasie, w stargardzkim klubie rozegrał 163 meczów ze średnią 7,6.
W sezonie 1996/1997 rozegrał 48 spotkań, gdzie jego zespół zdobył w roku 1997 pierwszy tytuł w historii klubu – wicemistrzostwo Polski. W 1999 zadebiutował w pierwszoligowej drużynie SKS Starogard Gdański, gdzie uczestniczył w 24 meczach ze średnią 11,6. W sezonie 2000/2001 był w Przemyślu w pierwszoligowym zespole  Polonii, gdzie jego statystyka to 31 gier i średnia 11,4 pkt. W 2002 zakończył karierę w zespole AZS Lublin, w sezonie 2001/2002 zagrał w sześciu meczach. Marek Cieliński najwięcej sezonów rozegrał w stargardzkim klubie (12), rozegrał 330 spotkań i zdobył 3407. W swojej karierze wystąpił w 15 sezonach, zagrał w 391 meczach zdobywając 4076 pkt.. 
W 2019 podczas obchodów 70-lecia powstania stowarzyszenia Spójnia Stargard został odznaczony Brązową Honorową Odznaką Polskiego Związku Koszykówki oraz został wybrany do pierwszej piątki koszykarzy 70-lecia Spójni Stargard. 30 września 2022 uczestniczył w spotkaniu byłych koszykarzy, trenerzy i działaczy Spójni Stargard, którym jako gościom honorowym wręczono przed meczem z Eneą Abramczyk Astorią Bydgoszcz pamiątkowe statuetki z napisem „Przyjaciel Klubu”. 6 września 2024 podczas obchodów 75-lecia powstania Spójni Stargard został odznaczony Srebrną Honorową Odznaką Polskiego Związku Koszykówki. 

## Osiągnięcia
Na podstawie, o ile nie zaznaczono inaczej.

### Drużynowe
- wicemistrz Polski (1997)
- Uczestnik rozgrywek:
  - Koracia (1995/1996), (1996/1997), (1997/1998)

## Historyczne składy Marka Cielińskiego (zawodnik)
Marek Cieliński zadebiutował w stargardzkim zespole w 1987. Grał w zespole stargardzkim w różnych składach, z następującymi zawodnikami:

### Sezon 1987/1988 (I liga)
Spójnia w sezonie 1988/1989 rozpoczęła rozgrywki w I lidze:

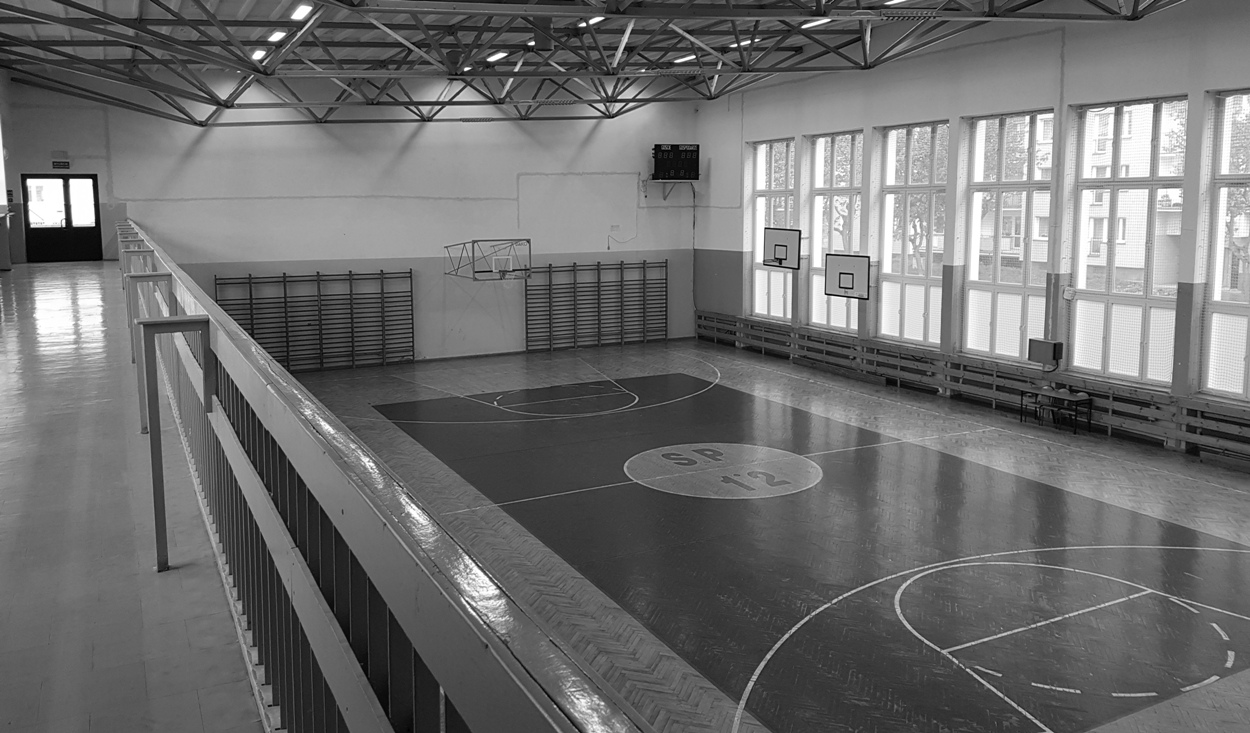
Sala gimnast. SP nr 12. Obecnie ZSO i Gimnazjum Integracyjne

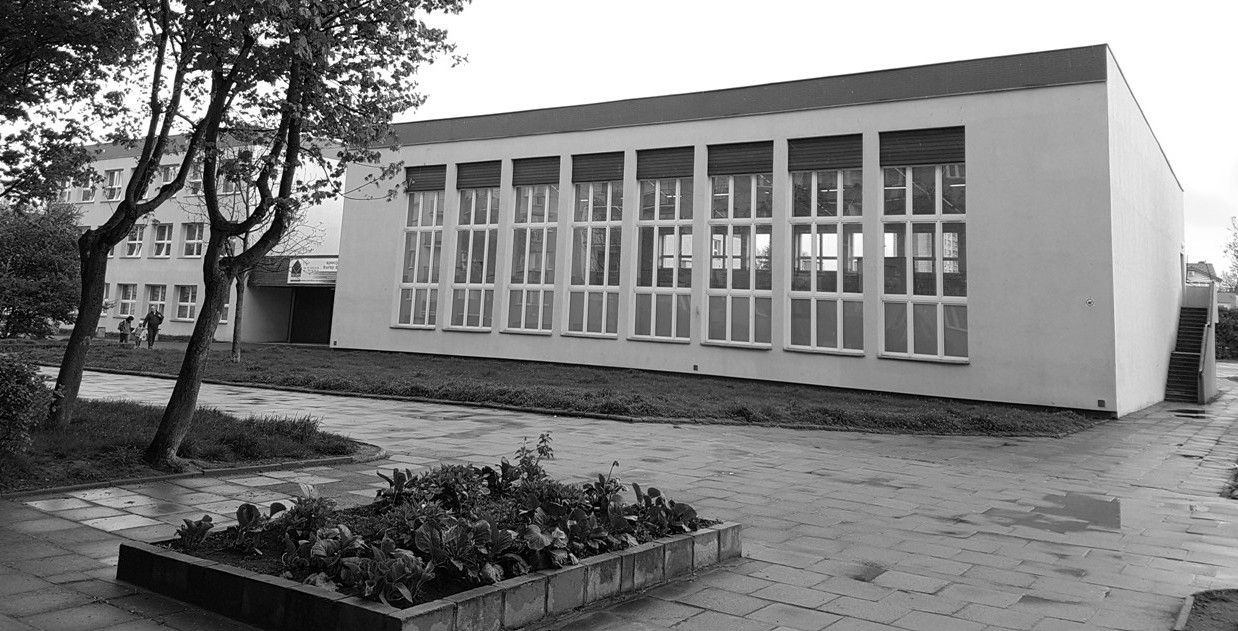
Sala gimnast. SP nr 12. Obecnie ZSO i Gimnazjum Integracyjne. Spójnia grała tutaj w latach 80.

Skład z lat 1987/1988:
| Nr | Poz. | Nar.   | Nazwisko i imię        | Data urodzenia | Wzrost  | Masa ciała |
| -- | ---- | ------ | ---------------------- | -------------- | ------- | ---------- |
| 4  | S/C  | Polska | Bartosz, Mariusz       | 1962           | 200 cm  |            |
| ?  | ?    | Polska | Bejnar, Andrzej        | ?              | ? cm    |            |
| 4  | C/F  | Polska | Bielawski, Krzysztof   | 1959           | 195 cm  |            |
| 7  | S    | Polska | Cieliński, Marek       | 1969-04-25     | 197 cm  |            |
| 4  | C/F  | Polska | Fajerski, Roman        | 1955-01-01     | 194 cm  |            |
| ?  | R    | Polska | Grześkowiak, Sławomir  | ?              | ? cm    |            |
| 5  | G/F  | Polska | Koziorowicz, Krzysztof | 1957-03-24     | 181 cm  |            |
| ?  | ?    | Polska | Marczyk, Leszek        | ?              | ? cm    |            |
| 9  | S    | Polska | Matyga, Ireneusz       | 1966           | 198 cm  |            |
|    | PG   | Polska | Miłek, Waldemar        | 1965           | 189 cm  |            |
| 8  | R    | Polska | Purwiniecki, Ireneusz  | 1963-06-29     | 188 cm  |            |
|    | PG   | Polska | Stachowiak, Andrzej    | 1956           | 192? cm |            |

Trener:  Ryszard Janik
 Asystenci: ?
- kierownik drużyny: Tadeusz Sikora

### Sezon 1991/1992 (I liga)
Spójnia w sezonie 1991/1992 rozpoczęła rozgrywki w I lidze:
Skład z lat 1991/1992:
| Nr | Poz. | Nar.   | Nazwisko i imię        | Data urodzenia | Wzrost | Masa ciała |
| -- | ---- | ------ | ---------------------- | -------------- | ------ | ---------- |
| 4  | S/C  | Polska | Bartosz, Mariusz       | 1962           | 200 cm |            |
| 7  | S    | Polska | Cieliński, Marek       | 1969-04-25     | 197 cm |            |
| ?  | O    | Polska | Jóźwiak, Jacek         | 1964           | 196 cm |            |
| 5  | G/F  | Polska | Koziorowicz, Krzysztof | 1957-03-24     | 181 cm |            |
| 9  | S    | Polska | Matyga, Ireneusz       | 1966           | 198 cm |            |
|    | PG   | Polska | Miłek, Waldemar        | 1965           | 189 cm |            |
| 3  | S    | Litwa  | Stepanovicius, Ricard  | 1966           | 196 cm |            |
| 3  | S    | Litwa  | Legus, Valdas          | 1966           | ? cm   |            |
| 8  | R    | Polska | Purwiniecki, Ireneusz  | 1963-06-29     | 188 cm |            |
| 14 | R    | Polska | Szczerbala, Robert     | 1971-01-9      | 172 cm |            |
| 6  | S    | Polska | Śpiewak, Grzegorz      | 1973-03-15     | 192 cm |            |

Trener:  Grzegorz Chodkiewicz (trener koszykówki)
 Asystenci: Mieczysław Major

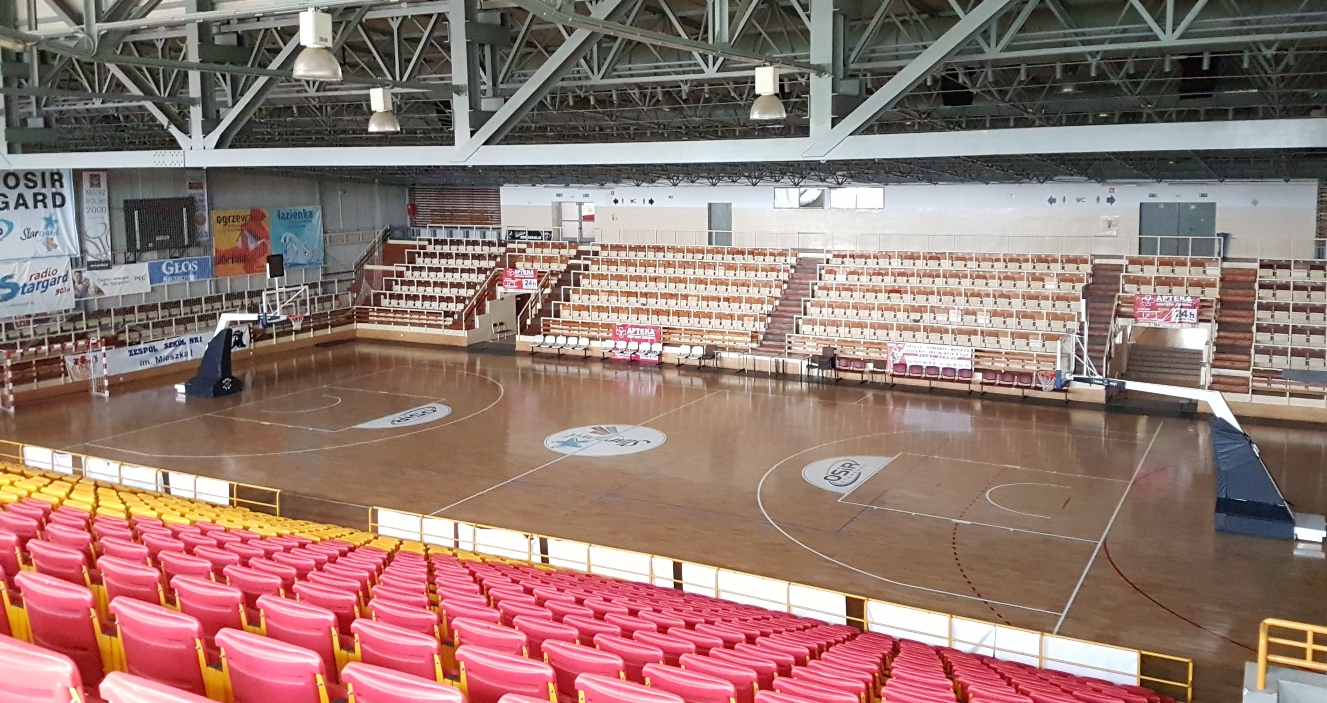
Marek Cieliński zadebiutował w Spójni w nowej hali sportowej w 1988

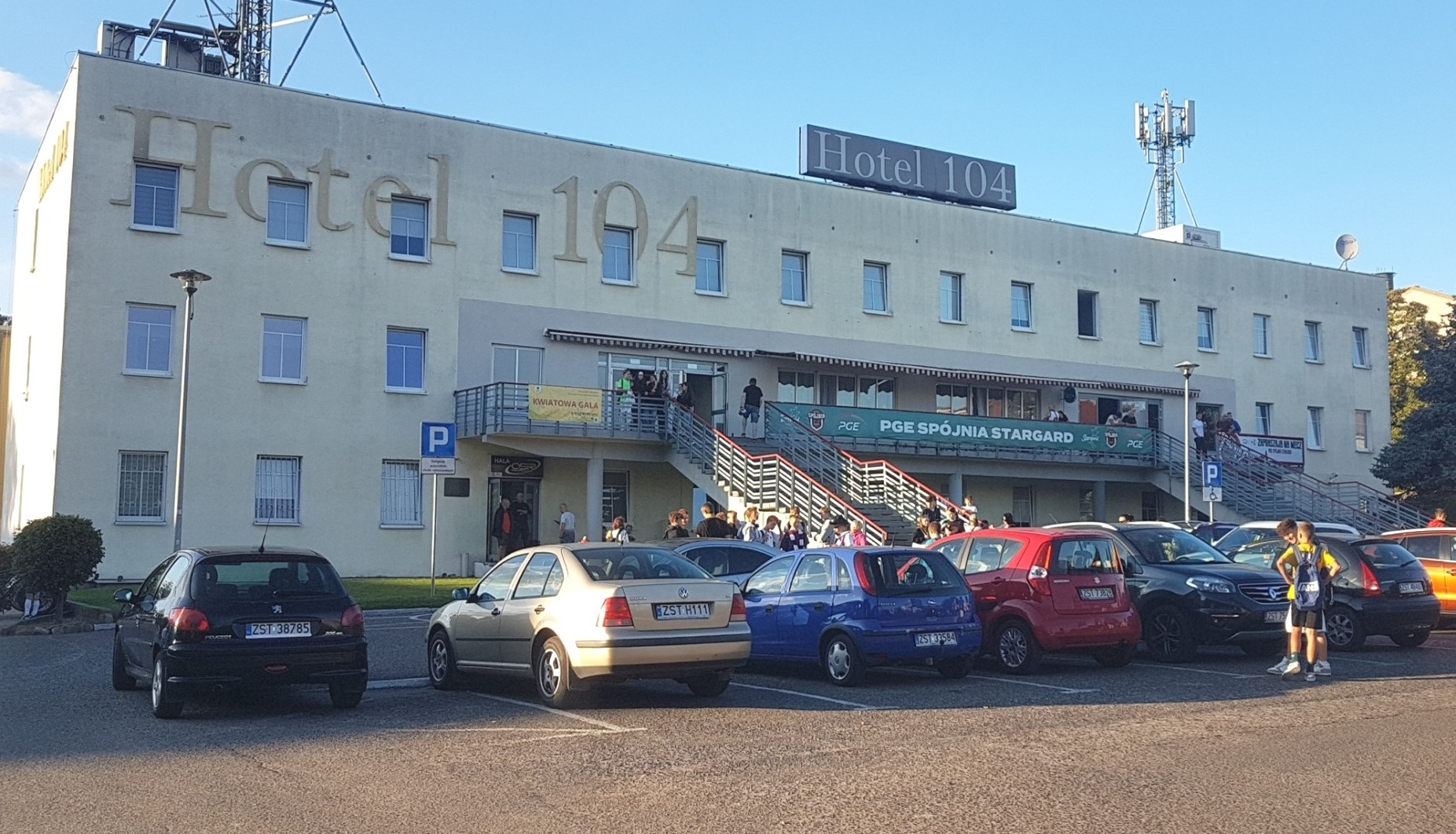
Hala OSiR i Hotel 104 (2023)

- kierownik drużyny:Ryszard Pasikowski

### Sezon 1995/1996 (PLK)
Spójnia w sezonie 1995/1996 grała w I lidze (ekstraklasa)

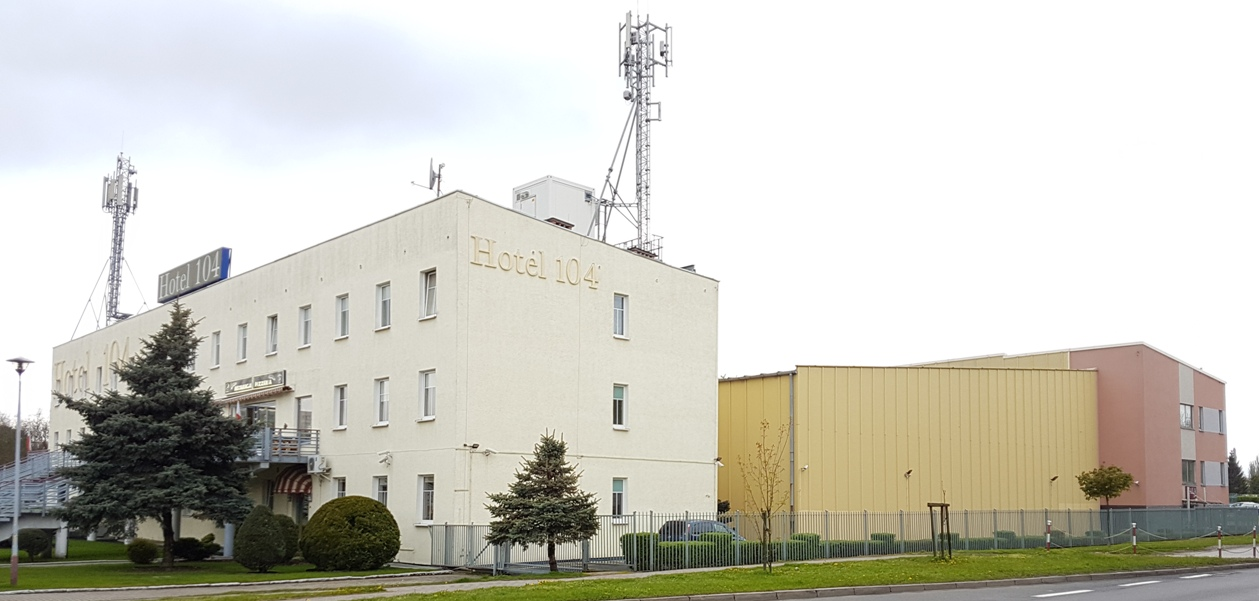
Marek Cieliński ostatni sezon w stargardzkiej hali zagrał 1998/99

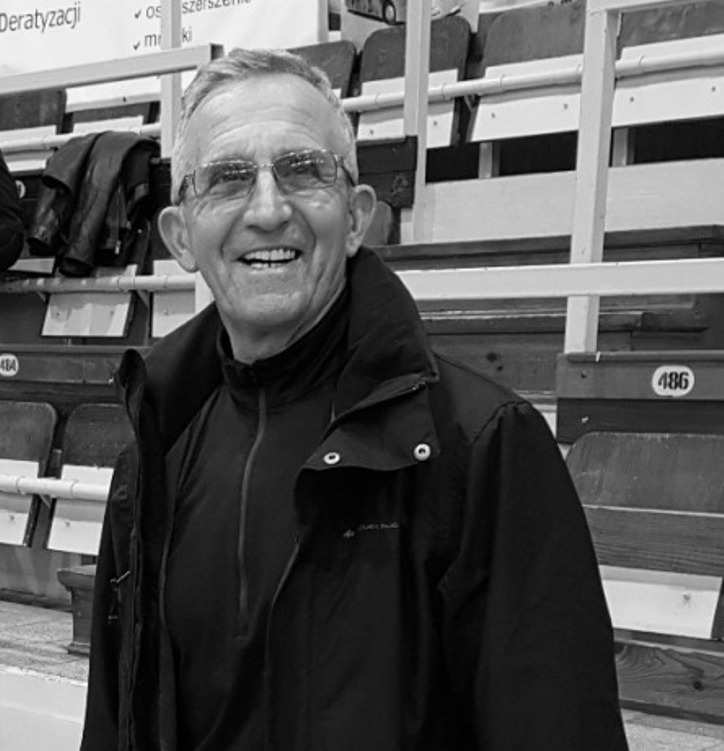
Ryszard Janik był trenerem Marka Cielińskiego

Skład z lat 1995/1996:
| Nr | Poz. | Nar.              | Nazwisko i imię       | Data urodzenia | Wzrost | Masa ciała |
| -- | ---- | ----------------- | --------------------- | -------------- | ------ | ---------- |
| 8  | C    | Stany Zjednoczone | Eggleston, Martin     | 1967-01-27     | 209 cm |            |
| ?  | R    | Stany Zjednoczone | Williams, Keith       | 1965-03-30     | 180 cm |            |
| 3  | R    | Polska            | Kościuk, Robert       | 1969-01-17     | 186 cm |            |
| 8  | R    | Polska            | Purwiniecki, Ireneusz | 1963-06-29     | 188 cm |            |
| 7  | S    | Polska            | Cieliński, Marek      | 1969-04-25     | 197 cm |            |
| 5  | R    | Polska            | Dubij, Wiesław        | 1970-10-06     | 185 cm |            |
| 10 | S/C  | Polska            | Molenda, Andrzej      | 1975-02-07     | 203 cm |            |
| 14 | R    | Polska            | Szczerbala, Robert    | 1971-01-9      | 172 cm |            |
| 4  | S    | Polska            | Dubicki, Jarosław     | 1966-01-20     | 185 cm |            |
| 6  | S    | Polska            | Śpiewak, Grzegorz     | 1973-03-15     | 191 cm |            |
| 15 | S    | Polska            | Wiekiera, Paweł       | 1978-01-14     | 205 cm |            |
| 12 | C    | Polska            | Kołodziejczak, Jerzy  | 1965-10-13     | 205 cm |            |

Trener:  Krzysztof Koziorowicz
 Asystenci: Ryszard Janik

### Sezon 1996/1997 (PLK - wicemistrzostwo)
Spójnia w sezonie 1996/1997 rozpoczęła rozgrywki w PLK i na koniec sezonu zdobyła tytuł wicemistrza Polski i grała w składzie:

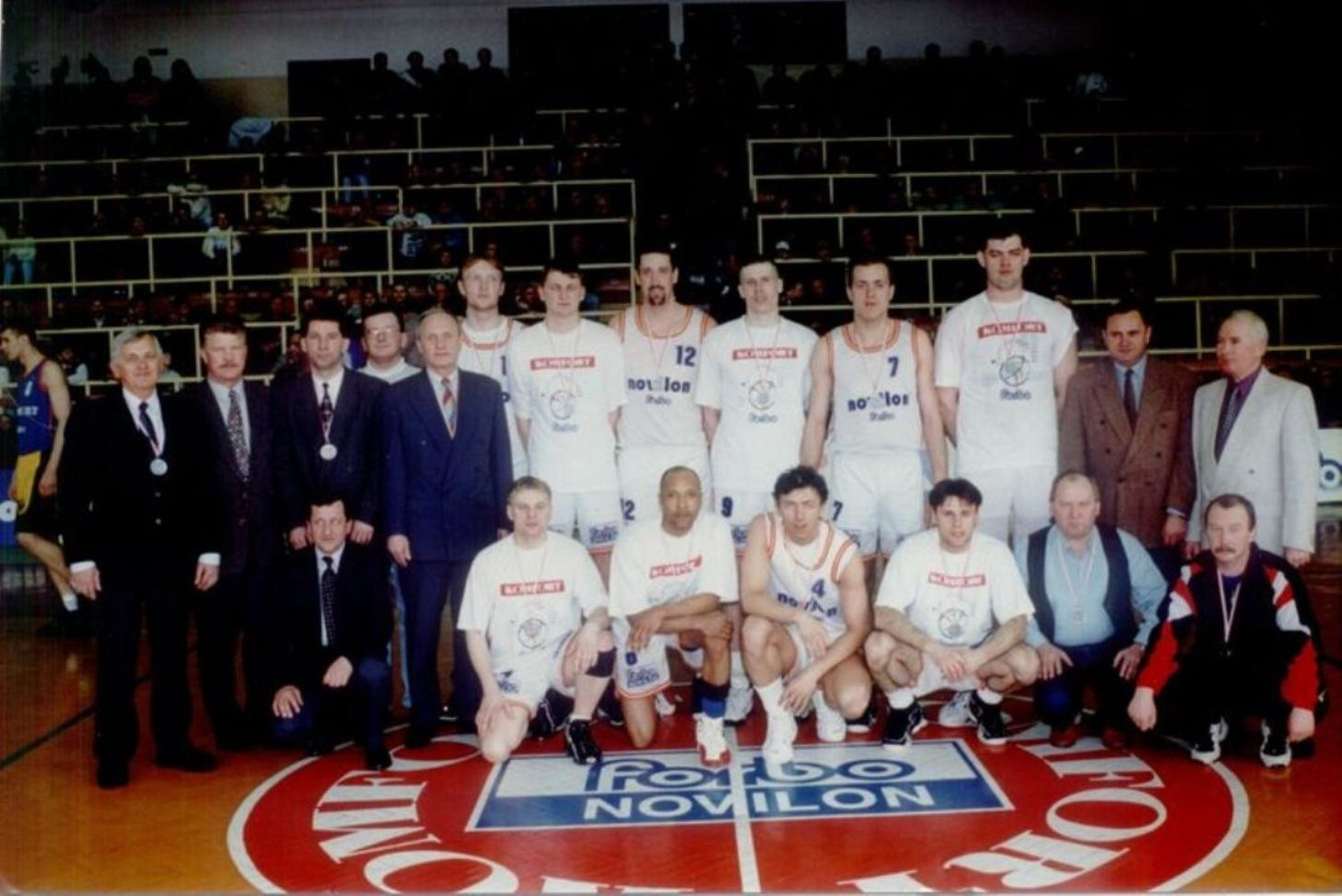
Stargard Szczeciński, 1997. Marek Cieliński w stargardzkim zespole wicemistrzowskim. Zawodnicy od lewej: Wiekiera, Morkowski, Mc Naull, Ignatowicz, Cieliński, Wilangowski, klęczą: Szczerbala, Wiliams, Sobczyński, Dubij

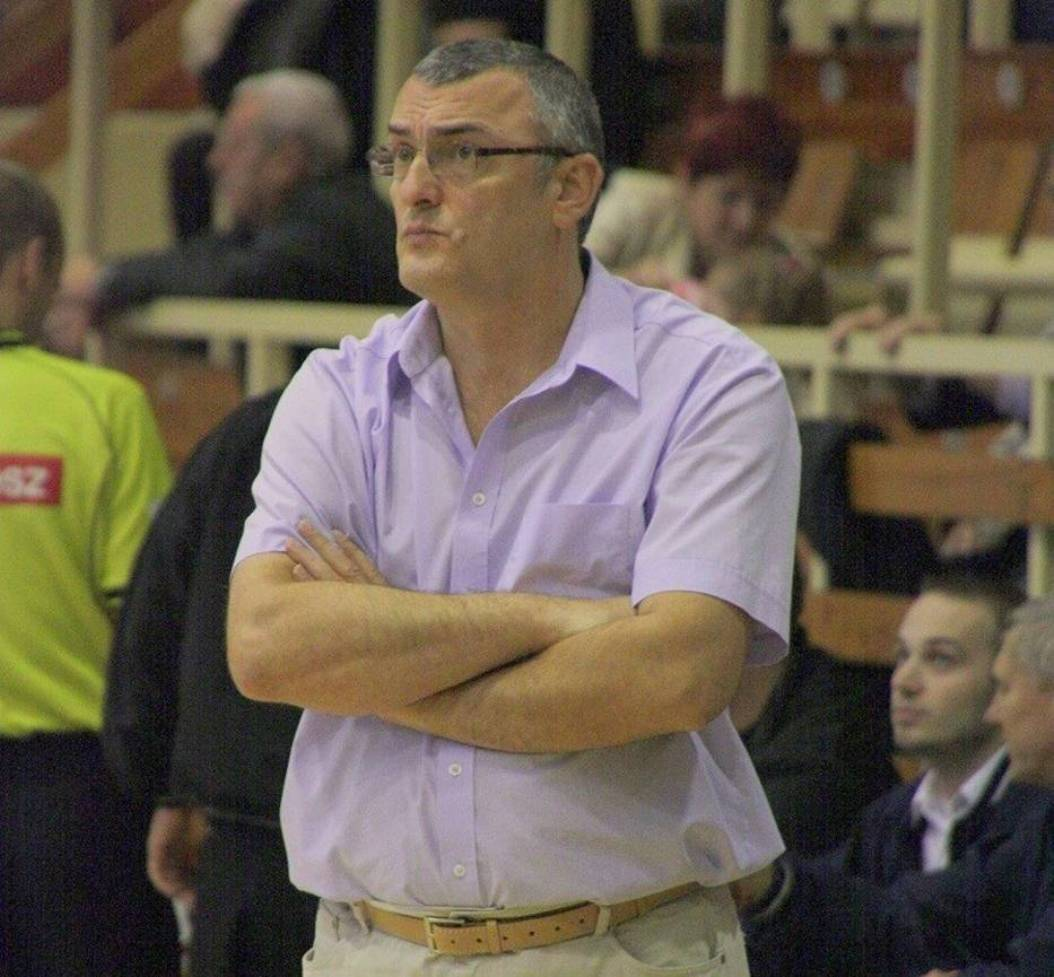
Grzegorz Chodkiewicz były trener Marka Cielińskiego

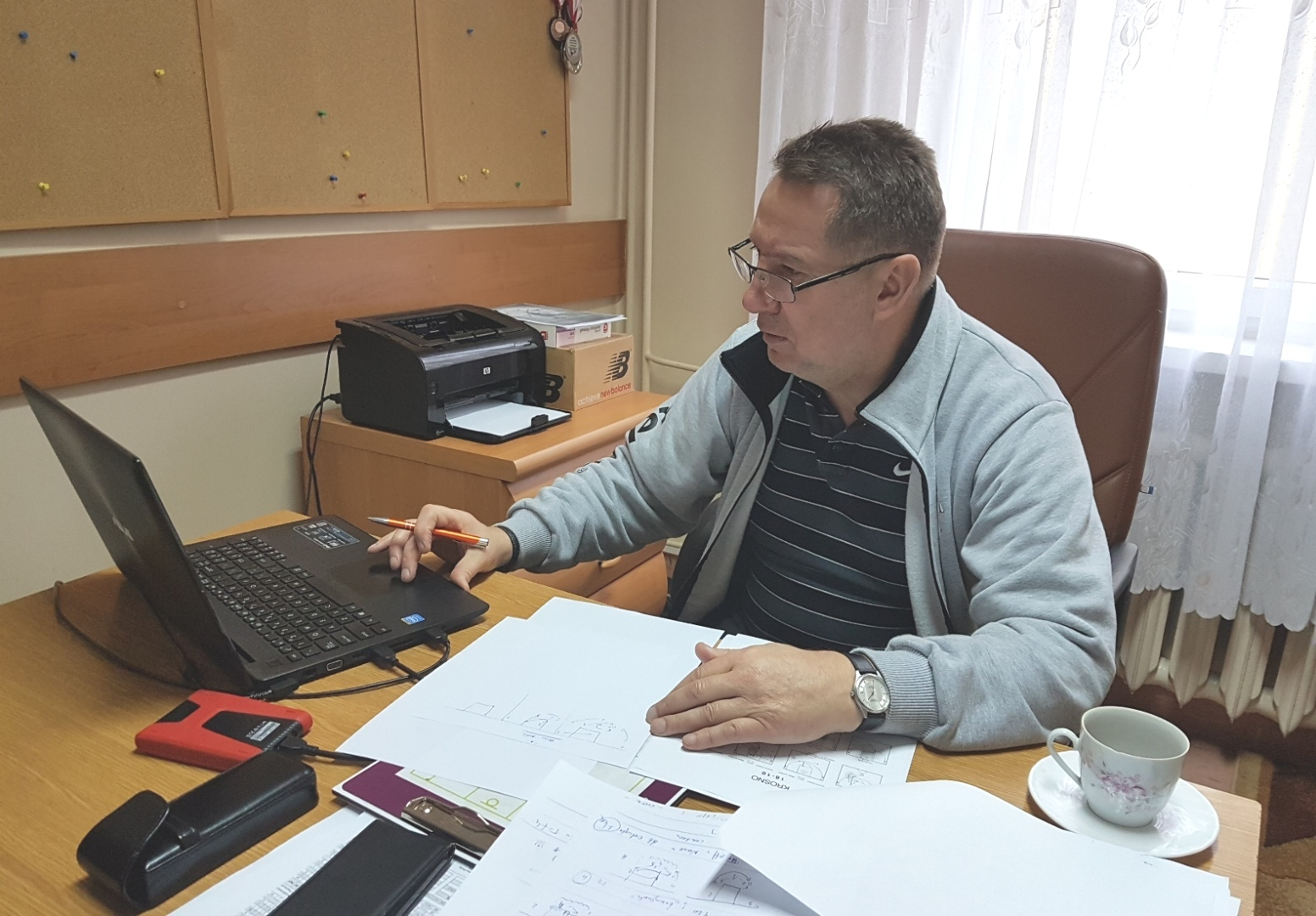
Krzysztof Koziorowicz były trener Marka Cielińskiego

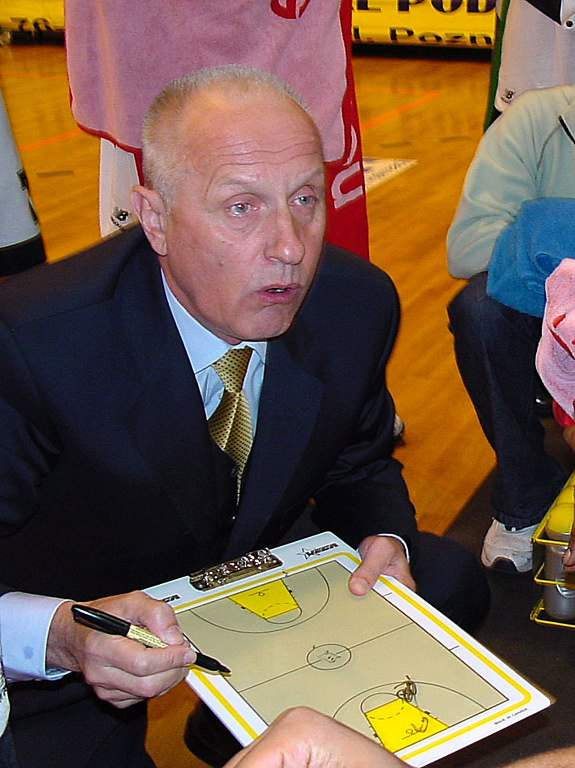
Tadeusz Aleksandrowicz były trener Marka Cielińskiego

| Nr | Poz. | Nar.              | Nazwisko i imię        | Data urodzenia | Wzrost | Masa ciała |
| -- | ---- | ----------------- | ---------------------- | -------------- | ------ | ---------- |
| 7  | S    | Polska            | Cieliński, Marek       | 1969-04-25     | 198 cm |            |
| 5  | R    | Polska            | Dubij, Wiesław         | 1970-10-06     | 185 cm |            |
| 12 | C    | Stany Zjednoczone | McNaull, Joseph        | 1972-06-23     | 208 cm |            |
| 11 | R    | Polska            | Szczerbala, Robert     | 1971-01-09     | 172 cm |            |
| 14 | S    | Polska            | Morkowski, Robert      | 1974-08-21     | 200 cm |            |
| 4  | R    | Polska            | Sobczyński, Marek      | 1963-10-29     | 194 cm |            |
| 15 | S    | Polska            | Wiekiera, Paweł        | 1978-01-14     | 205 cm |            |
| 13 | S    | Polska            | Ignatowicz, Piotr      | 1975-02-07     | 195 cm |            |
| 8  | C    | Polska            | Grudziński, Wiktor     | 1978-04-09     | 207 cm |            |
| 6  | C    | Polska            | Wilangowski, Krzysztof | 1965-03-30     | 210 cm |            |
| 13 | R    | Stany Zjednoczone | Williams, Keith        | 1965-03-30     | 180 cm |            |

Trener:  Tadeusz Aleksandrowicz
 Asystenci: Krzysztof Koziorowicz

### Sezon 1998/1999 (PLK)
Spójnia w sezonie 1998/1999 grała w PLK, dla Marka Cielińskiego był to ostatni sezon w Stargardzie.
Skład z lat 1998/1999:
| Nr | Poz. | Nar.                | Nazwisko i imię        | Data urodzenia | Wzrost | Masa ciała |
| -- | ---- | ------------------- | ---------------------- | -------------- | ------ | ---------- |
| 3  | R    | Polska              | Kościuk, Robert        | 1969-01-17     | 186 cm |            |
| ?  | S    | Polska              | Krzemiński, Łukasz     | 1980-06-16     | 201 cm |            |
| 7  | S    | Polska              | Cieliński, Marek       | 1969-04-25     | 198 cm |            |
| 10 | S/C  | Polska              | Molenda, Andrzej       | 1975-02-07     | 203 cm |            |
| 8  | S/R  | Stany Zjednoczone   | Upshaw, Kelvin         | 1959-12-16     | 188 cm |            |
| 6  | C    | Stany Zjednoczone   | Stern, Jeff            | 1968-08-24     | 208 cm |            |
| 15 | C    | Polska              | Grudziński, Wiktor     | 1978-04.-9     | 207 cm |            |
| 14 | S    | Polska              | Morkowski, Robert      | 1974-08-21     | 200 cm |            |
| 15 | S    | Polska              | Wiekiera, Paweł        | 1978-01-14     | 205 cm |            |
| ?  | S    | Polska              | Kurkianiec, Kamil      | 1980-01-13     | 190 cm |            |
| 5  | R    | Litwa               | Aidietis, Giedrius     | 1974-03-12     | 206 cm |            |
| ?  | ?    | Stany Zjednoczone   | Veney, Keith           | 1974-12-20     | 185 cm |            |
| ?  | C    | Serbia i Czarnogóra | Slivancanin, Slobodan  | 1972-05-01     | 209 cm |            |
| ?  | C    | Stany Zjednoczone   | Conlisk, Robert        | 1972-04-08     | 211 cm |            |
| ?  | S    | Serbia i Czarnogóra | Dragutinović, Vladimir | 1967-06-20     | 192 cm |            |
| ?  | C    | Stany Zjednoczone   | Sneed, Chris           | 1974-04-22     | 200 cm |            |
| ?  | ?    | Polska              | Bąk, Marcin            | 1972-06-19     | 196 cm |            |
| ?  | R    | Polska              | Mila, Krzysztof        | 1970-06-06     | 186 cm |            |
| ?  | S    | Polska              | Nowak, Michał          | 1980-09-27     | 198 cm |            |

Trener:  Tadeusz Aleksandrowicz
 Asystenci: Mieczysław Major

## Ciekawostki
Ciekawostki związane z Markiem Cielińskim:
- pierwszym obiektem, gdzie Marek Cieliński jako junior trenował i grał, była sala gimnastyczna Szkoły Podstawowej nr 12 (obecnie Zespół Szkół Ogólnokształcących i Gimnazjum Integracyjne w Stargardzie), potem w 1990 wielofunkcyjny obiekt przy ul. Pierwszej Brygady 1;
- Marek Cieliński w stargardzkim klubie rozegrał 330 spotkań i zdobył 3407;
- karierę koszykarską zakończył w wieku 33 lat w roku 2002 w zespole AZS Lublin w którym rozegrał 6 spotkań;
- boiskowy pseudonim: „Cielak”.